# Physalia utriculus
Physalia utriculus is een hydroïdpoliep uit de familie Physaliidae. De poliep komt uit het geslacht Physalia. Physalia utriculus werd in 1787 voor het eerst wetenschappelijk beschreven door La Martiniere. 